# Мочеточник
Мочето́чник (лат. ureter) — полый трубчатый орган, соединяющий почку с мочевым пузырём (у большинства млекопитающих) или клоакой (у птиц, рептилий и земноводных). Мочеточники представляют собой соединительнотканную трубку диаметром 6–8 мм, длиной 30–35 см.
Мочеточник имеет три физиологических сужения: у выхода из лоханки, у входа в малый таз и внутри пузырной стенки.
Стенка мочеточника состоит из трех слоев: наружного — соединительнотканного, среднего — гладкомышечного и внутреннего — слизистой   оболочки.
У женщин мочеточник проходит в непосредственной близости от матки и влагалища.
Прохождение мочи по мочеточнику осуществляется за счет сокращений сегментов мочеточника — цистоидов, которых обычно три.

## Камни мочеточника
Почечный камень может выйти из почки и застрять внутри мочеточника, что может блокировать отток мочи, а также вызывать острую судорогу в спине, боку или внизу живота. В поражённой почке может развиться гидронефроз, если часть почки опухнет из-за блокированного оттока мочи. В мочеточнике есть три участка, где обычно застревает камень в почке: место, где мочеточник встречается с почечной лоханкой (лоханочно-мочеточниковое соединение); где подвздошные кровеносные сосуды пересекают мочеточники (мочеточниковое пересечение подвздошных сосудов); и где мочеточники входят в мочевой пузырь (мочеточниково-пузырное соединение). Однако ретроспективное исследование не показало большого распределения камней в месте, где пересекаются подвздошные кровеносные сосуды.
Большинство камней представляют собой соединения, содержащие кальций, такие как оксалат кальция и фосфат кальция. Первым рекомендуемым исследованием является компьютерная томография брюшной полости, поскольку она может обнаружить почти все камни. Лечение включает обезболивание, часто нестероидными противовоспалительными средствами. Маленькие камни могут выйти самостоятельно. Было подсчитано, что время отхождения камней менее 2 мм составляет 8 дней, а для камней 4-6 мм может потребоваться 22 дня. Более крупные камни могут потребовать литотрипсии, а камни больше или равные 2 см или с такими осложнениями, как гидронефроз или инфекция, могут потребовать хирургического удаления.